# Bekku Sadao
Bekku Sadao (japanisch 別宮貞雄, Lesart auch Betsumiya Sadao; * 24. Mai 1922 in Tokio; † 12. Januar 2012 in Mitaka) war ein japanischer Komponist und Hochschullehrer. 

## Leben
Bekku war der Sohn von Sadatoshi Bekku, einem Professor an der Technischen Hochschule Tokio und Vorstandsvorsitzenden der Firma Sumitomo Electric Industries, Ltd. Sein Großvater war der japanische Pathologe und Krebsforscher Katsusaburo Ymagiwa. Verheiratet war er mit der Komponistin Kayoko Noda und er war Adoptivvater des Komponisten Teruyuki Noda.
Bekku studierte an der Universität Tokio zunächst Physik bis 1946, anschließend Ästhetik bis zum Abschluss 1950. Während dieser Studien nahm er ab 1944 privaten Unterricht im Fach Komposition bei Ikenouchi Tomojirō. Mit seinem ersten großen Werk, Deux mouvements pour orchestre, wurde er 1946 bei der Mainichi Music Competition ausgezeichnet. Nach weiteren Auszeichnungen bei diesem Wettbewerb in den beiden folgenden Jahren gewann er dort 1949 den Hauptpreis. Im selben Jahr schloss er sich der jungen Komponistengruppe Shinsei Kai (Neue Stimmen) an, die von Minao Shibata und Yoshirō Irino gegründet worden war und sich für zeitgenössische Musik einsetzte.
1951 ging er nach Frankreich und studierte bis 1954 am Pariser Konservatorium Komposition bei Darius Milhaud, Olivier Messiaen und Jean Rivier. Danach kehrte er nach Japan zurück und begann an der privaten Toho Gakuen School of Music eine Lehrtätigkeit, die er von 1955 bis 1973 ausübte. Mit seinem Orchesterwerk Deux prières konnte er 1956/1957 sowohl den Otaka-Preis wie auch den Mainichi-Preis gewinnen. Parallel zum Lehrberuf war er auch in der International Society for Contemporary Music (ISCM) tätig, deren japanischer Sektion er als Präsident in den 1960er und 1970er Jahren vorstand. Einen weiteren Otaka-Preis gewann er 1971/1972 mit seinem Violakonzert.
1973 wechselte er an die Chūō-Universität, an der bis 1993 lehrte. Geehrt wurde er 1988 mit der Medaille am Violetten Band und 1994 mit dem Orden des Heiligen Schatzes (Kommandeur). Er starb im Januar 2012 im Alter von 89 Jahren. 
Zur Förderung von Orchesterwerken japanischer Komponisten wurde 2000 der Bekku-Preis ins Leben gerufen.

## Schaffen
Bekku komponierte 3 Opern, Prince Arima (1963–1967), A Story of Three Women (1964) und Aoi-no-ue (1979). Sie behandeln Geschichten aus dem mittelalterlichen Japan, A Story wurde auch in Europa und den USA aufgeführt. Bekkus Werk umfasst außerdem 5 Sinfonien (1961–1999) und weitere Orchesterwerke, darunter Konzerte für Violine (1969), Viola (1971), Klavier (1980) und Violoncello (1997). Darüber hinaus schrieb er Kammer- und Vokalmusik, vor allem Liederzyklen. Bekannt wurde er auch durch seine Filmmusik u. a. für den japanischen Horrorfilm Matango des Regisseurs Inoshiro Honda (1963).
Stilistisch war er beeinflusst vom französischen Impressionismus und Neoklassizismus. Den neueren, auch im Japan der Nachkriegszeit aufgegriffenen Tendenzen zur Zwölftontechnik und zur Seriellen Musik schloss er sich nicht an, er blieb im weitesten Sinne der Tonalität verpflichtet. Sein Stil wurde als lyrisch und melodisch beschrieben, vor allem seine Sinfonien zeichnen sich durch eine reiche, von Messiaen beeinflusste Orchestrierung aus. Gelegentlich verwendet er auch authentische japanische Tonleitern. Außerdem finden sich, etwa in der Suite Chants de ville für Altsaxophon und Klavier (1981), Einflüsse aus dem Jazz. Zum Spätwerk zählt das Cellokonzert (1997), das u. a. von dem Solisten Tsuyoshi Tsutsumi aufgeführt wurde.

## Einspielungen
Von Bekkus Werken gibt es Aufnahmen bei den Labels BIS, Camerata Records, Naxos und Fontec. Sämtliche Sinfonien liegen in Einspielungen vor, u. a. mit dem Tokyo Metropolitan Symphony Orchestra unter Hiroshi Wakasugi.